# Symphonie no 17 de Joseph Haydn
Pour les articles homonymes, voir Symphonie no 17.
La Symphonie no 17 en fa majeur Hob. I:17 est une symphonie du compositeur autrichien Joseph Haydn, composée entre 1757 et 1763.

## Analyse de l'œuvre
La symphonie comporte trois mouvements:
1. Allegro, en fa majeur, à 
, 164 mesures
2. Andante, en fa mineur, à 
, 107 mesures
3. Allegro molto, en fa majeur, à 

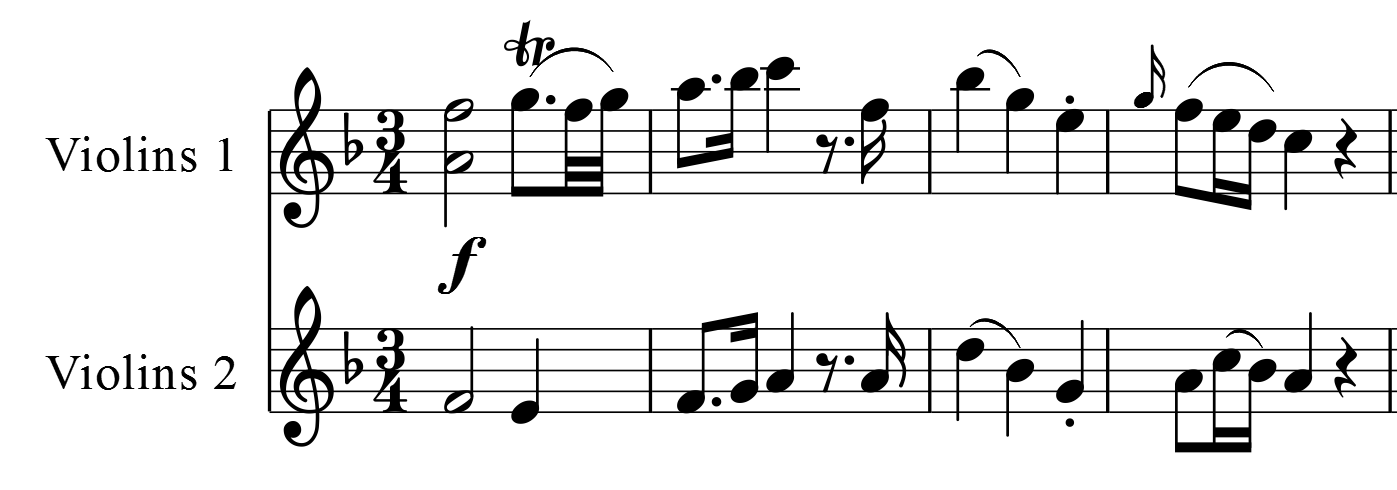
Début de l'Allegro

, 92 mesures

Durée approximative : 20 minutes.

## Instrumentation
- deux hautbois, un basson, deux cors, cordes, continuo.